# Delphine Perret
Pour les articles homonymes, voir Perret.
Delphine Perret, née le 5 mai 1980, est une autrice et illustratrice française, spécialisée dans la littérature d'enfance et de jeunesse.

## Biographie
Titulaire d'un brevet de technicien supérieur de communication visuelle, Delphine Perret intègre l'École des Arts décoratifs de Strasbourg et choisit l'option illustration. Elle est diplômée en 2003.
Son premier album jeunesse est publié en 2002 aux éditions L'Atelier du poisson soluble, Tout neuf !, dont elle est autrice-illustratrice.
En octobre 2015, l'auteure commence une résidence à l’Institut Français de Londres, à la suite de sa participation au South Ken Kids Festival.
En 2016, les premières aventures de l'ours Björn sont publiées aux éditions Les Fourmis Rouges. Bien léché et gourmand, le jeune ours mélange les genres, du roman graphique à la nouvelle et invite petits et grands à goûter aux plaisirs simples de la vie. Le premier opus, Björn, six histoires d'ours, est récompensé en 2016 par la Pépite de l'album (anciennement Prix Baobab) au Salon du livre et de la presse jeunesse de Montreuil. L'ouvrage est également lauréat du Prix Sorcières 2017 dans la catégorie « Premières lectures », prix remis par l'Association des librairies spécialisées jeunesse et l'Association des bibliothécaires de France.
Un second tome, Björn et le vaste monde, est publié en 2017. 
Plusieurs de ses ouvrages font partie de la « Bibliothèque idéale » du Centre national de la littérature pour la jeunesse (BnF), dont les deux opus de Björn.
Du 16 janvier au 10 mars 2018, une rétrospective du travail graphique de Delphine Perret est mise en place à la médiathèque Hermeland de Saint-Herblain.
En janvier 2018 est publié l'album Rustine, sorcière ordinaire, qu'elle a écrit, sur des illustrations de Roland Garrigue. L'avis critique du magazine Télérama mentionne : « Delphine Perret nous avait déjà ravis avec Bigoudi, formidable fantaisie sur le deuil, puis avec les aventures en deux volumes de Björn, ours flegmatique d’une sensibilité à fleur de poil. La voilà qui troque l’économie de moyens pour le feu d’artifice, sans se départir de sa finesse de langage. Les dessins sont à l’avenant, gentiment délirants et fourmillants de détails ».
En 2023 elle illustre Le Nouvel Arrivant, sur un texte de Charly Delwart. Pour Télérama  : « le livre décrit les faits et gestes d’un bébé surgi dans un foyer. [...] Un album d’une allègre justesse, mordant et affectueux, aussi léger que profond. »

## Prix et distinctions
- 2012 : Prix Sorcières[16], catégorie « Premières lectures »  pour L'Enfant
- 2012 :  Prix des libraires du Québec section Jeunesse[17] pour L'Enfant
- 2012 : Prix Tam-Tam[18] pour Lettres à Plumes et à Poils
- 2013 :  Prix Bernard Versele[19] pour Lettres à Plumes et à Poils
- 2013 : Sélection Prix Landerneau jeunesse[20] pour Pedro Crocodile et Georges Alligator
- 2014 :  Prix Libbylit[21] pour Pedro crocodile et George alligator
- 2015 : Prix Chronos de Littérature[22] pour Bigoudi
- 2016 : Pépite de l'album[8] (anciennement Prix Baobab) au Salon du livre et de la presse jeunesse à Montreuil pour Björn, six histoires d'ours
- 2017 : Prix Sorcières[16], catégorie « Premières lectures » pour Björn, six histoires d'ours
- 2017 : Sélection Prix Landerneau jeunesse[23] pour Björn, six histoires d'ours
- 2019 : Prix Sorcières[24], catégorie « Carrément Beau » pour Une super histoire de cow-boy
- 2020 :  Prix Bernard Versele[19] pour Une super histoire de cow-boy
- 2020 : (international) « Honour List »[25] de l' IBBY pour Une super histoire de cow-boy
- 2022 : Prix Sorcières[26] Catégorie Carrément beau maxi pour Le plus bel été du monde
- 2022 : (international) « Honour List »[27] de l' IBBY pour Le plus bel été du monde

Plusieurs de ses ouvrages font partie de la « Bibliothèque idéale » du Centre national de la littérature pour la jeunesse (BnF) :
- Moi, le loup et les chocos (2005)
- Björn, 6 histoires d'ours (2016)
- Björn et le vaste monde (2018)
- Une super histoire de cow-boy (2018)
- Kaléidoscopages (2019)

## Œuvres
- Tout neuf !, L'Atelier du poisson soluble, 2002,  (ISBN 2913741126)
- Les jours bêtes, L'Atelier du poisson soluble, 2004,  (ISBN 2913741215)
- Le peuple des sardines, L'Atelier du poisson soluble, 2004,  (ISBN 291374124X)
- Le Coin de Delphine, éd. Golias, 2004  (ISBN 9782914475549)
- Moi le loup et les chocos, Thierry Magnier, 2005,  (ISBN 2844203477) « Bibliothèque idéale » du Centre national de la littérature pour la jeunesse (BnF)[12]
- Toutou tondu, L'Atelier du poisson soluble, 2005,  (ISBN 2913741363)
- Oncle Hector, Thierry Magnier, coll. « Petite poche », 2005,  (ISBN 284420404X)
- Questions de philo entre ados, texte de Oscar Brenifier, illustrations de Delphine Perret, Seuil Jeunesse, 2007,  (ISBN 2020939657)
- Signes d'école, textes de Bénédicte Gourdon et Roger Rodriguez, illustrations de Delphine Perret, Thierry Magnier, 2007
- Le moustachu, Thierry Magnier, coll. « Petite poche », 2008,  (ISBN 2844206948)
- Mademoiselle Lisa[28], L'Atelier du poisson soluble, coédition avec le musée du Louvre, 2008,  (ISBN 2913741673) - autour du tableau La Joconde de Léonard de Vinci
- Moi, mon truc[29], L'Atelier du poisson soluble, 2008,  (ISBN 2913741754)
- Devinettes pour coller ceux qui t'embêtent, textes choisis par Bérangère Léon Chancerel, illustrés par Delphine Perret, L'Atelier Jeunesse, 2008  (ISBN 9782708240117)
- Imagier ron-ron, Thierry Magnier, 2008
- Les toques vertes : 50 recettes pour apprendre à cuisiner sain à ses enfants, textes et photographies de Nathalie Ruffat-Westling, figurines illustrées de Delphine Perret, Milan jeunesse, 2008
- Jeux de mots pour se creuser le ciboulot, textes choisis par Charlotte Goure, illustrations de Delphine Perret, Éditions de L'Atelier, coll. « Le petit atelier de poésie », 2009  (ISBN 9782708240568)
- Poèmes rigolos pour les jours où il ne fait pas beau, textes choisis par Charlotte Goure, illustrations de Delphine Perret, Éditions de L'Atelier, coll. « Le petit atelier de poésie », 2009  (ISBN 9782708240551)
- Oust ! ou L'insupportable monsieur Stan, Claudine Aubrun, Delphine Perret, Syros, 2009,  (ISBN 2748508378)
- Où va le vent ?, texte de Benoît Delalandre, Tourbillon, 2009  (ISBN 978-2848014593)
- Moi, le loup et les vacances avec Pépé, Thierry Magnier, 2010,  (ISBN 2844208436)
- Léo et Léon : petits dialogues ébouriffés, texte de Bernard Friot, illustrations de Delphine Perret, Milan Jeunesse, 2010  (ISBN 9782745946492)
- La vie avant moi, texte de Colas Gutman, illustrations de Delphine Perret, L'École des loisirs, coll. « Mouche », 2010,  (ISBN 2211203183)
- Le dur métier de loup, textes de Alex Cousseau, Kéthévane Davrichewy, Marie Desplechin, Christian Oster, Olivier de Solminihac, illustrations de Delphine Perret, L'École des loisirs,coll. « Mouche », 2011 (ISBN 2211204686)
- L'Enfant[30], texte de Colas Gutman, illustrations de Delphine Perret, L'École des loisirs, coll. « Mouche » 2011  (ISBN 2211206131) Prix Sorcières 2012, catégorie « Premières lectures » - Prix jeunesse des libraires du Québec 2012
- L'amour selon Ninon, texte de Oscar Brenifier, illustrations Delphine Perret, Autrement jeunesse, coll. « Les Petits albums de philosophie », 2011
- Monsieur Stan n'a qu'à bien se tenir, Claudine Aubrun, Delphine Perret, Syros, 2011,  (ISBN 2748511581)
- Le beau selon Ninon[31], texte de Oscar Brenifier, illustrations Delphine Perret, Autrement jeunesse, coll. « Les Petits albums de philosophie », 2012,  (ISBN 2746712474)
- Princesse pas douée, texte de Christian Oster, illustrations de Delphine Perret, L'école des loisirs, coll. « Mouche », 2012
- Chevaliers et princesses avec gigot, texte de Christian Oster, illustrations Pascal Lemaître, Delphine Perret, Audrey Poussier, L'école des loisirs, 2013
- Pedro crocodile et George alligator, Les Fourmis Rouges, 32p, 2013,  (ISBN 2369020148) Prix Libbylit 2014
- Moi, le loup et la cabane, Thierry Magnier, 2013,  (ISBN 2364741432)
- Il était mille fois[32], texte de Ludovic Flamant, illustrations de Delphine Perret, Les Fourmis Rouges, 2013,  (ISBN 2369020008)
- Histoire pour endormir ses parents, texte de Colas Gutman, illustrations de Delphine Perret, L'école des loisirs, coll. « Mouche », 2014
- Pablo et la chaise[33], Les Fourmis Rouges, 2015,  (ISBN 2369020342)
- Faire un vœu : Mode d'emploi, L'Atelier du poisson soluble, 2016,  (ISBN 2358710911)
- Santa Fruta : L'histoire d'un cactus & d'un chat, texte de Delphine Perret, illustrations de Sébastien Mourrain, Les Fourmis Rouges, 2016,  (ISBN 2369020547)
- Mon fils, texte de Vincent Cuvellier, illustrations de Delphine Perret, Gallimard jeunesse-Giboulées, 2017
- Rustine, sorcière ordinaire[14], texte de Delphine Perret, dessins de Roland Garrigue, Albin Michel Jeunesse, 2018
- Une super histoire de cow-boy , les Fourmis rouges, 2018  « Bibliothèque idéale » du Centre national de la littérature pour la jeunesse (BnF)[12]
- C'est un arbre, éditions du Rouergue, 2019
- Kaléidoscopages, Rouergue, 2019
- Le plus bel été du monde, les Fourmis rouges, 2021
- Le Nouvel Arrivant[15], texte de Charly Delwart, éd. Marcel et Joachim, 2023

### Séries
- Lettres à..., Philippe Lechermeier, Delphine Perret, Thierry Magnier
  - Lettres à plumes et à poils, 2011  (ISBN 2844208657) Prix Tam-Tam 2012 - Prix Bernard Versele 2013
  - Lettres à pattes et à poils : Et à pétales, 2014,  (ISBN 2364744415)
- Bigoudi, texte Delphine Perret, illustrations Sébastien Mourrain, Les Fourmis Rouges
  - Bigoudi[34], 2014,  (ISBN 2369020210) Prix Chronos de Littérature 2015
  - Louise ou L'enfance de Bigoudi, 2020
- Björn, Les Fourmis Rouges
  - Björn, 6 histoires d'ours[5],[7], 2016,  (ISBN 2369020652) Pépite de l'album 2016 - Prix Sorcières 2017 - « Bibliothèque idéale » du Centre national de la littérature pour la jeunesse (BnF)[12]
  - Björn et le vaste monde[10],[11], 64p, 2017,  (ISBN 2369020822) « Bibliothèque idéale » du Centre national de la littérature pour la jeunesse (BnF)[12]
  - Björn : une vie bien remplie, 2022

### Dans la presse jeunesse[35]
- Les Voisins, une histoire écrite par Delphine Perret et illustrée par Tian, Mes premiers j'aime lire (Bayard Presse), no 67, mars 2008, p. 4-13
- Titus, une histoire écrite par Delphine Perret et illustrée par Tian, Mes premiers j'aime lire (Bayard Presse), no 120, août 2012, p. 4-13
- Il était mille fois : Des petites moments, texte de Ludovic Flamant, illustré par Delphine Perret, Mes premiers j'aime lire (Bayard Presse), no 139, mars 2014, p. 6-15

### Essai
- Les ateliers de l'illustration et de la création, textes et dessins de Delphine Perret, photographies d'Éric Garault, Montreuil, Les Fourmis rouges, 2019, 247 p.

## Expositions
Liste non exhaustive
- No gallery no street art avec Klub 7, galerie Urban spree, Berlin, Allemagne, 9 octobre 2013
- Exposition Muesli, Printemps du livre de Grenoble, Bibliothèque de la Villeneuve, Grenoble, France, 11 avril - 10 mai 2014
- South Ken Kids Festival, Londres, Royaume-Uni, 19 au 22 novembre 2014
- Résidence avec LTD Le Bocal et Klub7, Galerie Swinton and Grant, Madrid, Espagne, 2 au 8 novembre 2015
- Eux 6 avec Éric Battut, Cécile Gambini, Fabienne Cinquin, les Mamouchkas, Musée de l'illustration jeunesse, Moulins, France, 30 janvier – 26 juin 2016
- Rétrospective Delphine Perret, médiathèque Hermeland, Saint-Herblain, Loire-Atlantique, France, 16 janvier - 10 mars 2018